# Липовка Вторая
Ли́повка Втора́я (чув. Иккĕмĕш Çăкалăх) — деревня в Красночетайском районе Чувашской Республики. Входит в состав Атнарского сельского поселения.

## География
Находится в северо-западной части Чувашии на расстоянии приблизительно 5 км на юг от районного центра села Красные Четаи на правобережье речки Уревка.

## История
Возникла в 1926 году. В 1927 году отмечено 26 дворов, 125 жителей, в 1939—206 человек, в 1979—135. В 2002 году было 48 дворов, в 2010 — 33 домохозяйства. В 1929 году был образован колхоз «Радио», в 2010 действовал СХПК «Коминтерн».

## Население
Постоянное население составляло 104 человека (чуваши 86 %) в 2002 году, 76 в 2010.